# آشپزی مازندرانی
آشپزی مازندرانی یا آشپزی طبری سبک و شیوهٔ آشپزی در مازندران و در میان قوم  طبری است. آشپزی مازندرانی با توجه به چشم‌انداز منطقه متنوع است. غذاهای مازندرانی مناطق ساحلی بسیار متفاوت از مناطق کوهستانی است زیرا مردمان ساکن کوهستان معمولاً از گیاهان بومی و مردم ساحلی از غذاهای ماهی و برنج به همراه سبزیجات استفاده می‌کنند.

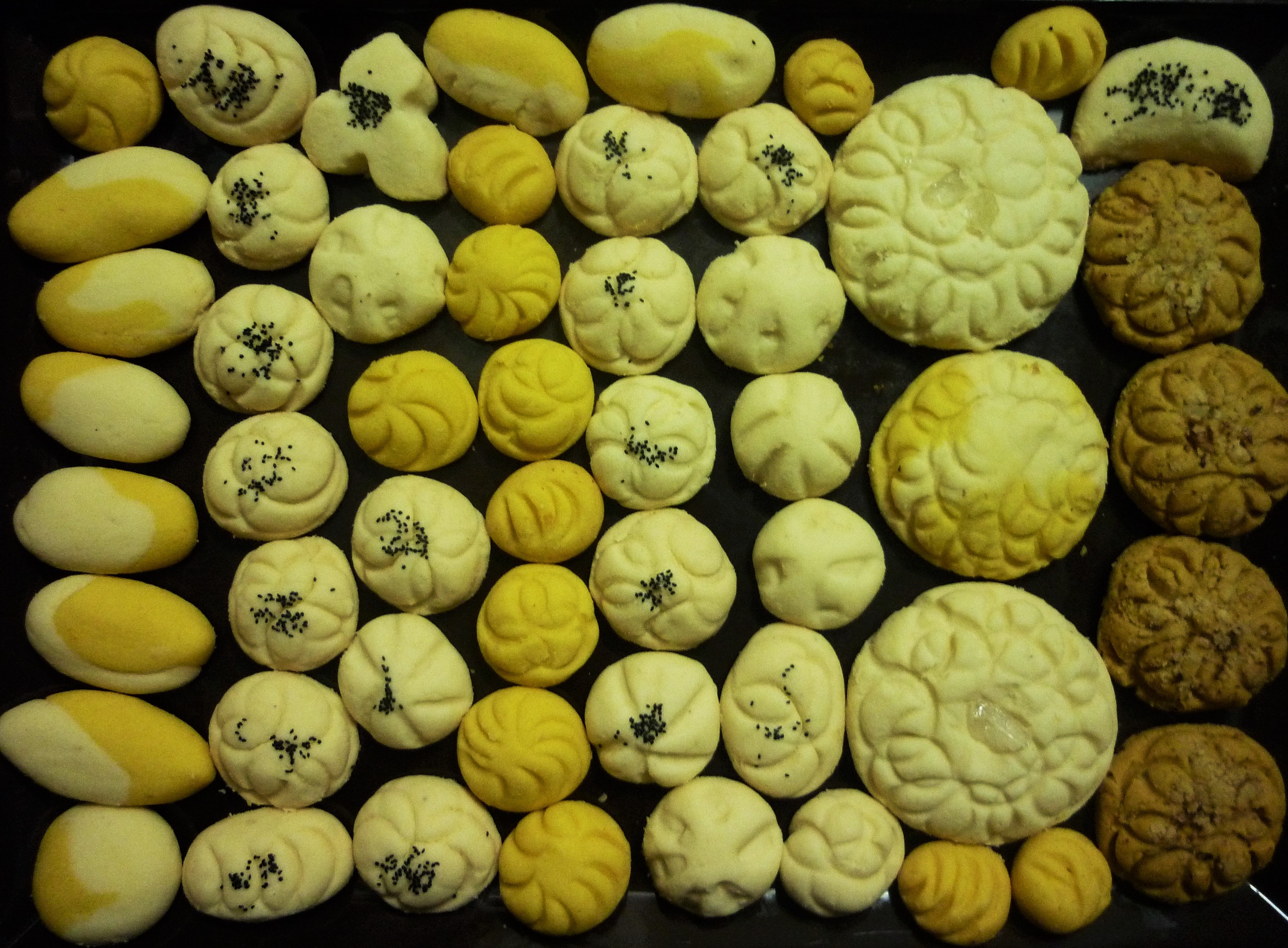

## مواد اولیه و سبک آشپزی
سواحل جنوبی دریای خزر را گاهی مناطق حاصل‌خیز خزر می‌نامند. میوه و مرکباتی در این منطقه کاشته می‌شود شیوهٔ پخت غذاها را تحت تأثیر قرار می‌دهد. از نظر تاریخی نیز برنج غذایی معمول در مناطق شمالی ایران بوده و هست. این برنج برخلاف پلو یا چلو معمولی که در سایر مناطق ایران یافت می‌شود، در این منطقه به سبک پخت کته تهیه می‌شود. محصولات برنج در مناطق شیب‌دار رشته کوه البرز که بخشی از آن در استان مازندران است، کاشته می‌شود. غذاهای دریایی یک جزء مهم غذاهای مازندرانی در مناطق ساحلی است و در بسیاری از وعده‌های غذایی وجود دارد. برای مثال خاویار در ظروف گنجانده شده و اغلب با تخم مرغ طبخ می‌شود (بعضی از آنها به فریتاتا یا املت شباهت دارند). بین سالهای ۱۴۰۰ تا ۱۸۷۰ میلادی، مازندران تنها مکان کشت نیشکر بود و گاهی آن را با نان و برنج می‌خوردند.
برخی از گیاهان محلی و وحشی مورد استفاده در غذاهای مازندرانی عبارتند از: زولنگ، آناریجه، اوجی، سرسم. در خارج از مازندران، این گیاهان محلی برای بسیاری از مردم شناخته شده نیستند. برخی تصور می‌کنند که برخی از غذاهای محلی و گیاهان می‌توانند به عنوان داروهای درمانی برای یک بیماری استفاده شوند و در نتیجه، سالانه دانشمندان مختلفی برای تحقیق در مورد این گیاهان وحشی، بومی و غذاهای منطقه‌ای به استان مازندران می‌آیند.

## فهرست غذاهای مازندرانی
- آش گزنه:[۱۲][۱۳] گزنه در طول بهار در سراسر منطقه یافت می‌شود و از آنها آش گزنه مازندرانی تهیه می‌شود، گفته می‌شود گزنه دارای خواص دارویی برای خون و بهبود تب یونجه است.[۱۴]
- آغوز مسما: خورشتی با طعم ملس است که با گردو پخته می‌شود. بیشتر اوقات گوشت اردک نیز در آن به‌کار می‌رود. از دیگر مواد اولیه آن می‌توان گردو، پیاز، رب انار، دانه‌های ساییده‌شده انار و سایر ادویه نظیر نمک یا شکر یا فلفل را نام برد.[۱۵][۱۶]
- کئی پلا (Kaei pela): برنج پخته به‌همراه کدو است. برای درست کردن این غذا از گوشت چرخ کرده، زیره، کره محلی، کدوی رنده شده و برنج استفاده می‌کنند و معمولاً بر روی آن نیمرو هم می‌گذارند.[۱۷] این غذا در ایران ثبت ملی شده است.[۱۸]
- مالابیج یا مالاتا یا گِرده‌بیج: نوعی ماهی شکم‌پر است.[۱۳]
- اسپناساک: خورش اسفناج مازندرانی است که با گوشت گاو یا گوسفند، برگ سیر، پیاز، اسفناج، سبزی‌های محلی، ادویه‌های مختلف و آب پخته می‌شود؛ اما می‌توانید در صورت تمایل به آن هویج هم اضافه کنید.[۱۳]

## فهرست برنج‌ها و ته چین‌ها
فهرست برنج‌ها و ته چین‌های مازندرانی:
- اسپناپلا، برنج مازندرانی با برنج طارم، اسفناج، سیر سبز، کره، نمک و زردچوبه درست می‌شود و این پلو به‌صورت کته تهیه می‌شود.
- انجه پلا، برنج مازندرانی با گندم، پیاز، نمک و زردچوبه درست می‌شود. برای پخت این برنج ابتدا گندم را پس از کوبیدن الک می‌کنند و آب، و نمک، زردچوبه و پیازداغ را به آن می‌افزایند و روی حرارت می‌پزند و قبل از تبخیر کامل آب، درپوش را می‌گذارند تا دم بکشد.
- اوجی پلا، برنج مازندرانی با برنج، مرغابی، پونه (اوجی)، گشنیز، پیاز، نمک، فلفل، زردچوبه تهیه می‌شود. برنج را از چند ساعت قبل می‌خیسانند و مرغابی را با پیاز رنده شده و مقداری آب، نمک، زردچوبه روی حرارت ملایم آب‌پز می‌کنند. آب باقی مانده از آب‌پز شدن مرغابی را به برنج می‌افزایند. پس از جوش آمد آب، سبزی خرد شده را به برنج اضافه می‌کنند و هم می‌زنند تا آب آن تبخیر شود. مرغ را لای برنج می‌گذارند تا برنج دم بکشد.
- باکله پلا برنج مازندرانی با برنج، باکله (باقلا)، تخم مرغ، کرهف زردچوبه، پونه و گشنیز خرد شده، آب نارنج، نمک تهیه می‌شود. باکله (باقلا) و برنج را از قبل می‌خیسانند. پس از جوش آمدن برنج، باکاه (باقلا) را به آن اضافه و آبکش می‌کنند و سپس دم می‌کنند. سبزی خردشده را با کمی نمک به اب نارنج اضافه می‌کنند و به همراه نیرو با برنج می‌خورند.
- پلا (چپا) بیج بیج، با برنج نیمه (چپا)، پیاز، روغن، نمک، زردچوبه تهیه می‌شود. برنج نیمه را پات می‌زنند تا سنگ‌ها و مواد اضافی آن جدا شود. سپس آن را نیم ساعت در آب می‌خیسانند. پیاز را با روغن تفت می‌دهند و زردچوبه فراوان به آن می‌زنند. سپس چپا، آب و نمک به آن می‌افزایند تا دم پخت شود.
- تام پلا، برنج مازندرانی است که با برنج، گوشت مغز ران گوسفند یا مرغ، کشمش پلویی، کره محلی ذوب شده، زعفران ساییده شده، نمک، فلفل و زردچوبه، دارچی، پیاز، زیره و گلاب تهیه می‌شود.
- ترشی پلا، با برنج، لوبیا چیتی، نخود، رب انار یا آلوچه، پیاز، دانه انار، روغن، آب، نمک، فلفل، زردچوبه تهیه می‌شود.
- تیرنگ تی تی، با برنج، شیر و کره تهیه می‌شود. این برنج به‌صورت کته پخته می‌شود. برنج را به مدت دو ساعت می‌خیسانند و به همراه شیر روی حرارت می‌گذارند. شیر باید به اندازه چهار سانتی‌متر روی سطح برنج را بپوشاند. به میزان لازم کره روی آن ریخته، دم می‌کنند. در صورت تمایل پس از دم کشیدن برنج می‌توان به جای کره از سرشیر استفاده کرد.
- چنگل پلا
- دیگی
- زولنگ پلا
- سوزی پلا ته چین
- شیر سر پلا
- کته کباب
- کله جغر
- کنجی پلا
- کئی پلا
- گرماس
- گندم پلا
- گورس پلا
- گورس شیر پلا
- لولا پلا
- مرجی پلا

## دسرها و شیرینی‌ها

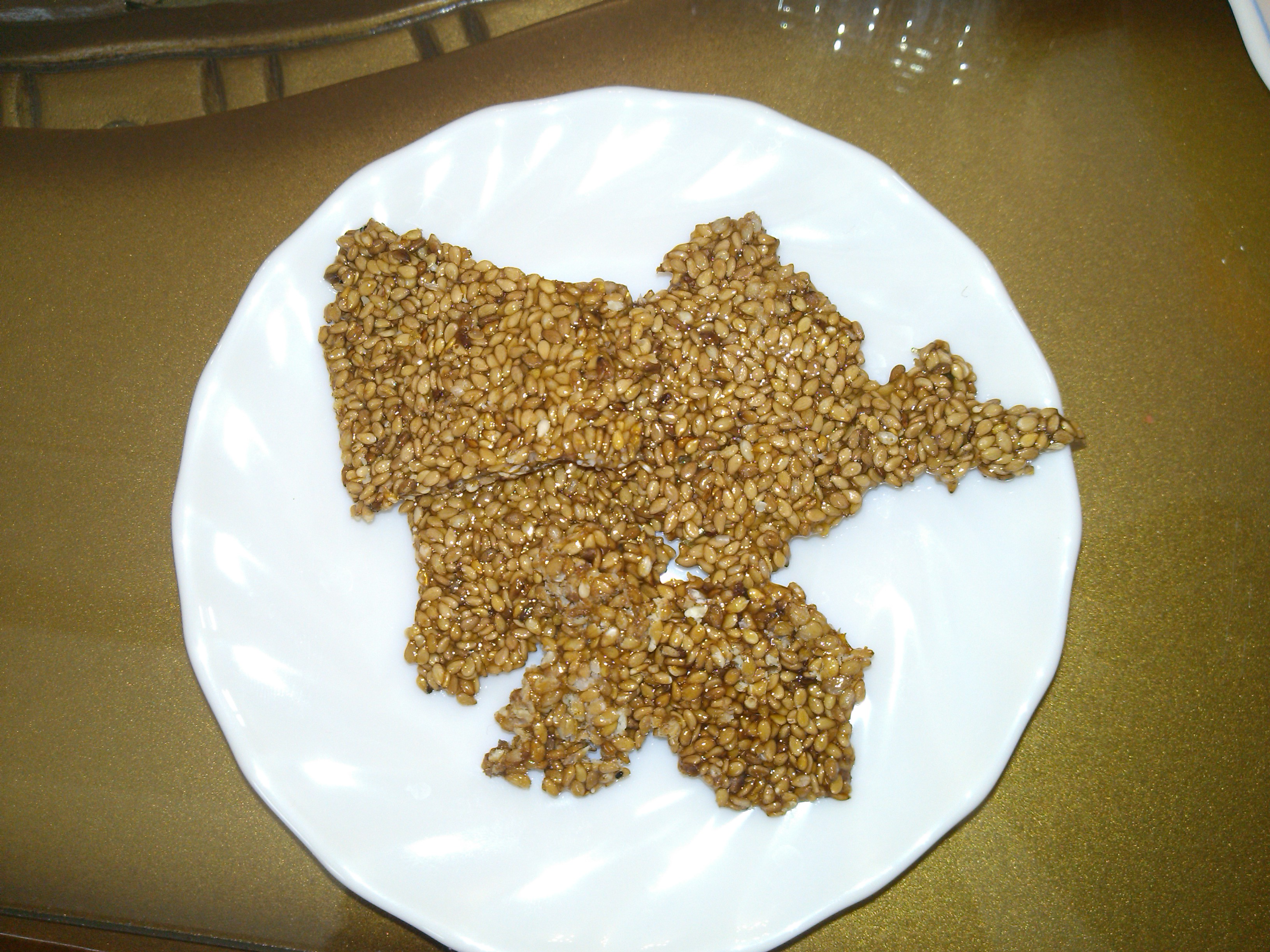
پشت زیک

- پشت زیک (pešte zik): نوعی شیرینی با کنجد
- اغوزنون یا اغوزکنا: نوعی شیرینی با گردو (اغوز به گیلکی)